# Thug Mentality
Thug Mentality è il singolo di debutto del rapper Krayzie Bone, estratto dall'album "Thug Mentality 1999".
Ha raggiunto negli USA le posizioni n.47 e n.28 rispettivamente nelle chart di Billboard Hot R&B/Hip-Hop Songs e Rhythmic Top 40.
Wish Bone, Layzie Bone e Flesh-N-Bone fanno un'apparizione nel videoclip.

## Tracce
1. Thug Mentality (Radio Edit)
2. Thug Mentality (Album Version)
3. Thug Mentality (Instrumental)
4. Thug Mentality (A capella)

## Posizioni in classifica
| Chart                                 | Posizione massima |
| ------------------------------------- | ----------------- |
| Billboard Hot R&B/Hip-Hop Songs (USA) | 47                |
| Billboard Rhythmic Top 40 (USA)       | 28                |